# Adisura malagassica
Adisura malagassica là một loài bướm đêm trong họ Noctuidae.